# 宿苞豆属
宿苞豆属（学名：Shuteria）是蝶形花科下的一个属，为缠绕草本植物。该属共有7种，分布于亚洲热带和亚热带地区。